# Buenaventura Famadico
Buenaventura Malayo Famadico (ur. 13 lipca 1956 w Banton) – filipiński duchowny rzymskokatolicki, w latach 2013–2023 biskup San Pablo.

## Życiorys
Święcenia kapłańskie otrzymał 25 października 1983 i został inkardynowany do wikariatu apostolskiego Calapan. Był m.in. ojcem duchownym miejscowego seminarium (1986-1991), dyrektorem działającego przy seminarium ośrodka duchowości (1991-1997), a także proboszczem parafii katedralnej (1998-2002).
6 kwietnia 2002 został mianowany biskupem pomocniczym archidiecezji Lipa oraz biskupem tytularnym Urusi. Sakry biskupiej udzielił mu 19 czerwca 2002 ówczesny nuncjusz apostolski na Filipinach, abp Antonio Franco.
11 czerwca 2003 został otrzymał nominację na biskupa Gumaca. Ingres odbył się 14 lipca 2003.
25 stycznia 2013 został przeniesiony na stolicę biskupią San Pablo, zaś 2 marca 2013 kanonicznie objął urząd.
21 września 2023 papież Franciszek przyjął jego rezygnację z funkcji biskupa diecezjalnego.